# Elecciones legislativas de Túnez de 1981
Las elecciones legislativas tuvieron lugar en Túnez el 1 de noviembre de 1981, siendo adelantadas por la legalización de los partidos opositores en el país a principios de dicho año, modificándose la constitución para poner fin a 18 años de gobierno de partido único. El Partido Socialista Desturiano junto a la Unión General Tunecina del Trabajo, presentaron una lista conocida como "Frente Nacional", que obtuvo todos los escaños con un inverosímil 94.2% de los votos, evitando así que cualquier partido opositor entrara al parlamento.
La participación electoral fue del 84.9%. La oposición no obtendría escaños hasta 1994.

## Resultados
| Partidos                 | Partidos                                                                           | Votos     | %         | Escaños | +/- |
| ------------------------ | ---------------------------------------------------------------------------------- | --------- | --------- | ------- | --- |
|                          | Frente Nacional (Partido Socialista Desturiano-Unión General Tunecina del Trabajo) | 1,828,363 | 94.2      | 136     | +15 |
|                          | Movimiento de los Demócratas Socialistas                                           | 63,234    | 3.3       | -       | -   |
|                          | Movimiento de la Unidad Popular                                                    | 18,755    | 1.0       | -       | -   |
|                          | Partido Comunista Tunecino                                                         | 14,677    | 0.8       | -       | -   |
|                          | Independientes                                                                     | 7,966     | 0.4       | -       | -   |
| Votos válidos            | Votos válidos                                                                      | 1,941,858 | 99.0      | 136     | +15 |
| Votos en blanco/anulados | Votos en blanco/anulados                                                           | 20,269    | 1.0       |         |     |
| Total                    | Total                                                                              | 1,962,127 | 100.0     |         |     |
| Participación            | Participación                                                                      | 84.9      | 84.9      |         |     |
| Electorado               | Electorado                                                                         | 2,311,031 | 2,311,031 |         |     |
| Fuente: Nohlen et al.    |                                                                                    |           |           |         |     |